# Michail Gorbatjov
Michail Sergejevitj Gorbatjov (ryska: Михаи́л Серге́евич Горбачёв, lyssna (fil)), född 2 mars 1931 i Privolnoje nära Stavropol, Stavropol kraj, Ryska SFSR,  Sovjetunionen (i nuvarande Ryssland), död 30 augusti 2022 i Moskva, Ryssland, var en sovjetisk och senare rysk jurist och politiker. Han var Sovjetunionens ledare 1985–1991 samt dess första och enda verkställande president. Gorbatjov erhöll Nobels fredspris 1990.
Gorbatjov inledde en period av ny sovjetisk politik, kännetecknad av glasnost (öppenhet, offentlighet) och perestrojka (ekonomiska reformer). Det öppnare diskussionsklimatet efter kärnkraftsolyckan i Tjernobyl bidrog till en växande politisk opposition. Gorbatjovs styre tillät Warszawapaktsländer att utträda ur pakten efter Berlinmurens fall, och till slut bröts även Sovjetunionen självt upp i 15 självständiga stater. Gorbatjov sågs i västvärlden ofta som en demokratins förkämpe, medan hans roll för Sovjetsystemets upplösning ledde till utbredd kritik i Ryssland.

## Biografi

### Tidiga år, tidig karriär
Michail Gorbatjov föddes i en by i södra Ryssland, i området norr om Kaukasus. I tonåren arbetade han som skördearbetare (bland annat genom att köra och serva skördetröskor) på en kolchos i Privolnoje. En av förälderfäderna ledde kolchosen, vilket innebar ett visst skydd emot Stalintidens hungersnöd, nyckfulla arresteringar och tvångsarbete.

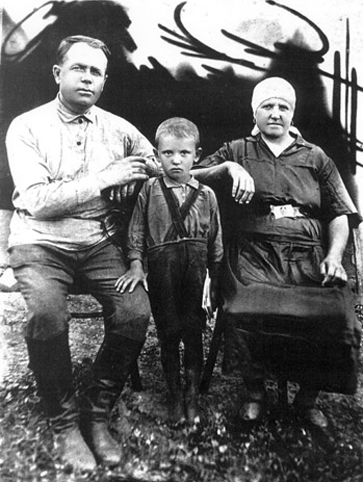
Michail Gorbatjov och hans morföräldrar, sent 1930-tal.

I samband med mönstringen gavs han fribrev från allmän militärtjänst. Under andra världskriget genomlevde hans region fyra månader av tysk ockupation – under 1942 års försök att få oljekällorna nära Baku under tysk kontroll.

#### Politisk karriär
Gorbatjov gick 1946 med i det kommunistiska ungdomsförbundet, Komsomol, och 1952 gick han med i Sovjetunionens kommunistiska parti (SUKP). Han skrev in sig vid Moskvauniversitetet 1950, där han tog juristexamen 1955. Han hade uppmuntrats till sin juristutbildning av lokala partifunktioner som såg potential i den unge mannen.

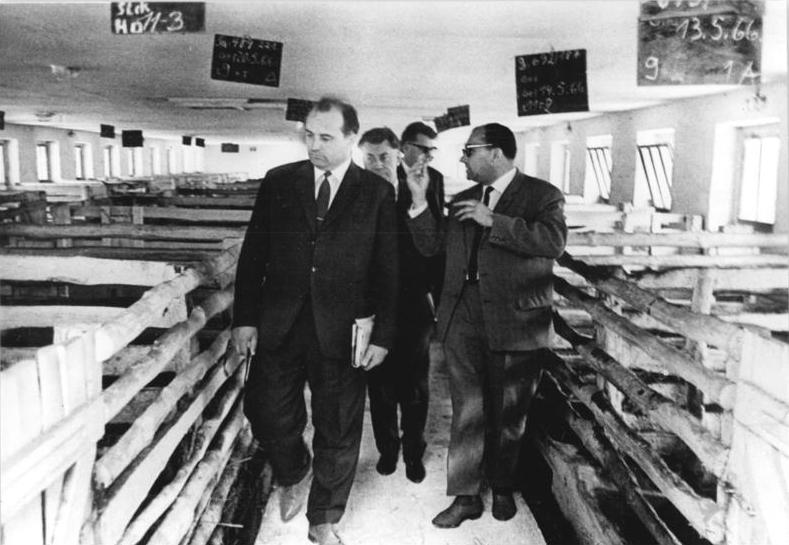
Gorbatjov på besök i DDR 1966.

Gorbatjov blev en aktiv medlem i kommunistpartiet (SUKP) under 1960-talet, medlem av centralkommittén i SUKP 1971 och 1978 tillträdde han som partisekreterare för jordbruksfrågor. Han blev fullvärdig politbyråmedlem 1980 och snart en mycket aktiv sådan; han var då med sina 49 år den yngste medlemmen. Som medlem av Högsta Sovjet hjälpte Gorbatjov till att forma Kremls officiella politik i början av 1980-talet. Under Leonid Brezjnevs sista år sågs Gorbatjov som en given "påläggskalv" inom nomenklaturan, och internt inom partiet kallades han för "bossen i Stavropol".
Tillsammans med sin pappa hade Gorbatjov under 1940-talet fått ta emot pris för arbetet med en rekordskörd för kolchosen. Hans roll som prisbelönt kolchosarbetare kom senare till nytta i det politiska livet. Bland annat utsågs han i mars 1985 till Sovjetunionens jordbruksminister..
Då Jurij Andropov dog i februari 1984 tog Konstantin Tjernenko över som generalsekreterare för partiet. Redan då sågs Gorbatjov som den naturliga efterträdaren till Tjernenko – inte minst i sin roll som företrädare för en yngre generation. Gorbatjov valdes till generalsekreterare för SUKP den 11 mars 1985, en dag efter Tjernenkos död. Han var då, med sina 54 år, fortfarande politbyråns yngste medlem. Med sin öppna attityd, utbildning och förkärlek för att umgås med vanliga sovjetmedborgare sågs Gorbatjov både inrikes och internationellt som ett hopp om en verklig förändring.

### Generalsekreterare i kommunistpartiet (1985–1990)

#### Inrikespolitiken
Kort efter sin utnämning försökte Gorbatjev, via flera ambitiösa reformprogram, ta itu med landets uppenbara problem. Hans första mål var att få fart på den inhemska ekonomin, som hade stagnerat under Leonid Brezjnev. Medlen var att försöka minska byråkratin och få till stånd tekniska moderniseringar och ökad produktivitet. Bland de första reformerna var även en kampanj mot alkohol, i ett land där vodka var ett vanligt sätt att döva tristessen och glömma missförhållandena.
Det gick trögt i början, och Gorbatjov genomdrev därför det som han senare kom att förknippas med för eftervärlden: glasnost (öppenhet) och perestrojka (nydaning). Dessa än mer genomgripande förändringar var tänkta att genom att uppmuntra lokala och individuella initiativ i en öppen atmosfär gynna medborgarnas initiativkraft. Man öppnade i praktiken för marknadsekonomiska reformer, i ett land som fortfarande präglades av de kommunistiska idéerna. En tredje reformpolitik gäller demokratizatsija, den politiska liberalisering som i praktiken kopplades samman med öppenhetspolitiken.

Under glasnost ökades yttrandefriheten. Press och television fick friare händer och det stalinistiska totalitära systemet skulle bort. Under perestrojkan introducerades fria och hemliga val inom partiet, med flera kandidater att välja mellan. De första försöken att införa marknadsekonomi gjordes också. Detta rönte dock starkt motstånd från de äldre konservativa inom partiet som ville ha kvar total makt över ekonomin.

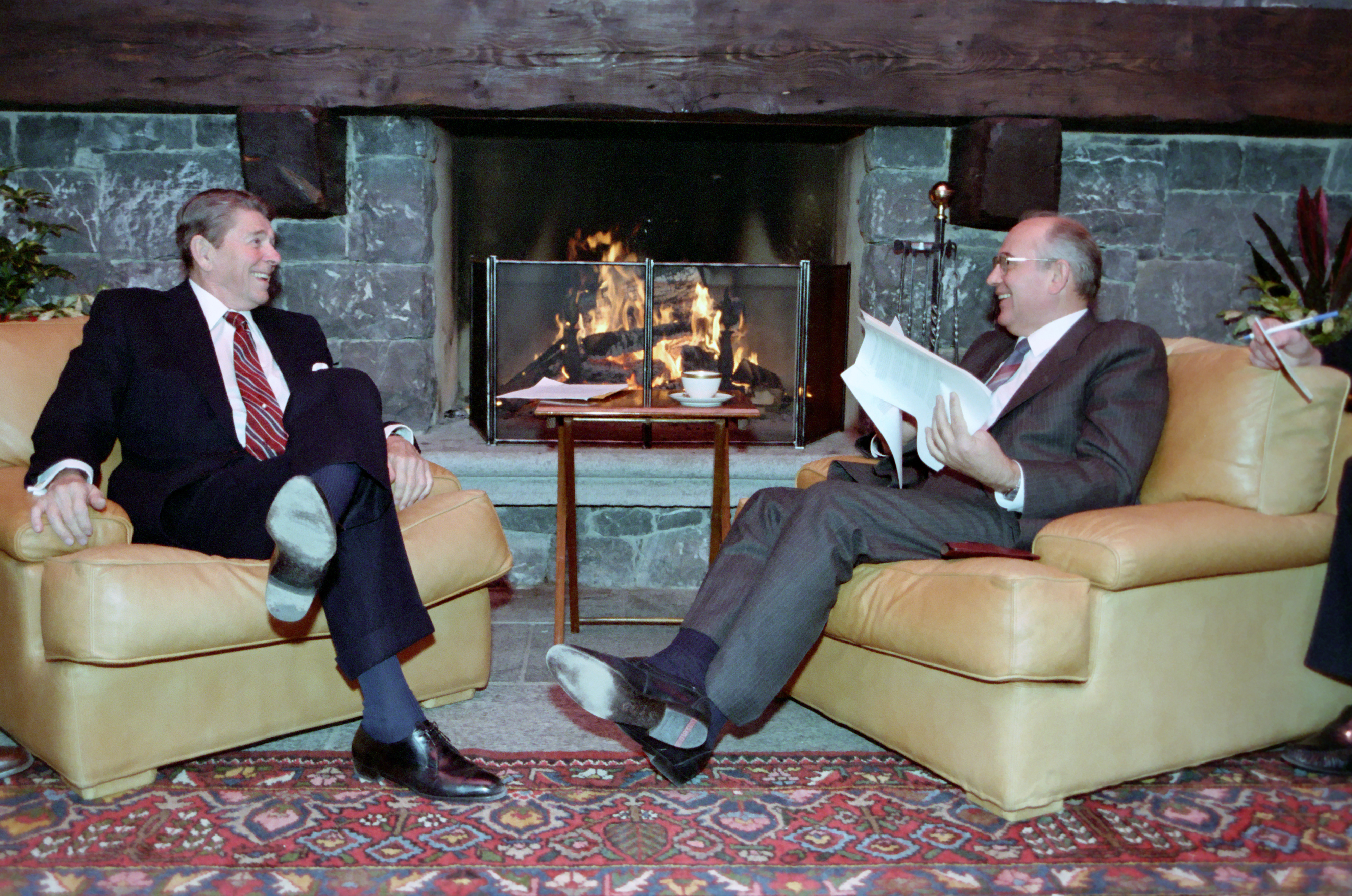
USA:s president Ronald Reagan och Michail Gorbatjov under toppmötet i Genève, 19 november 1985.

#### Utrikespolitiken
På utrikesplanet arbetade Gorbatjov för avspänning och avrustning. Snart efter makttillträdet ordnade han ett möte med USA:s president Ronald Reagan, vilket innebar det första handslaget på årtionden mellan världens två mäktigaste politiker.
I ett avtal (det så kallade INF-avtalet) med Reagan 1987 beslöts att avskaffa alla medeldistansrobotar. Under ett tal i FN:s nationalförsamling året efter tillkännagav han ett antal steg mot ensidig sovjetisk avrustning, och parallellt meddelade han att Sovjet efter tio år av misslyckat krig skulle dra sig ut ur Afghanistan; trupperna började dras ut ur landet i april 1988.
Med tiden och ett antal möten byggdes det upp en nära vänskap mellan de två presidenterna, och efter kalla kriget tilldelades Gorbatjov Ronald Reagan Freedom Award. 2004 var han Rysslands representant på Reagans begravning.

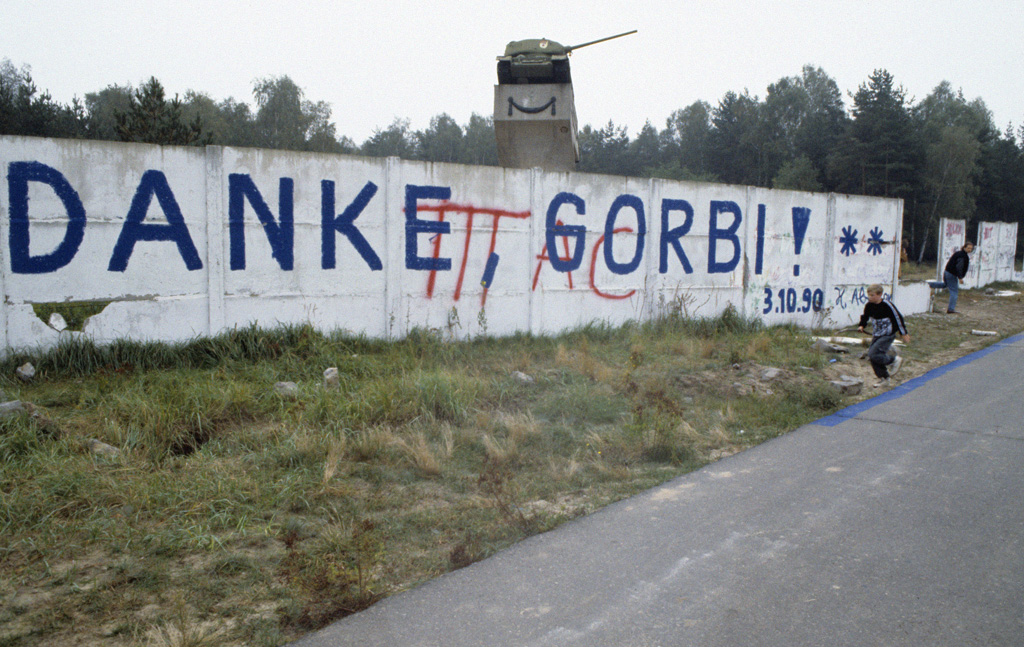
Tack-meddelande på Berlinmuren, 3 oktober 1990.

Än viktigare var Gorbatjovs acceptans för de demokratiska reformerna i olika Warszawapaktsländer under slutet av 1980-talet. Liksom han accepterade ett öppet samarbetsklimat och marknadspolitiska reformer i sitt eget land, tillät han att länder som Polen (där Solidaritet åter kunde börja verka öppet) och Ungern utvecklades i en långt mer demokratiskt riktning än vad tidigare sovjetledare tillåtit. Gorbatjov klargjorde också att Sovjetunionen inte skulle ingripa som skyddsmakt för lokala kommuniststyren, ifall dessa skulle komma att utmanas av politisk revolt. Detta bar tydlig hänvisning till DDR:s folkuppror 1953, Ungernrevolten 1956 och Pragvåren 1968, där de lokala upproren krossades med hjälp av sovjetiska stridsvagnar. Klargörandet gav ytterligare luft åt lokala oppositionella och satte igång en dominoeffekt som till slut ledde till att hela Warszawapakten och sovjetstyret i halva Europa vältes över ända efter Berlinmurens fall.

### President (1990–1991)
År 1990 blev Gorbatjov Sovjetunionens förste verkställande president. Hans kamp för avspänning och öppenhet gav honom ett gott anseende i väst. För sin del i Östeuropas och den internationella fredsprocessen erhöll han 1990 Nobels fredspris, och fredspriskommittén ansåg att han som statsman ledde hela processen.
Tidigare under året – i samband med ett möte med den västtyske förbundskanslern Helmut Kohl i Kaukasien – hade ställde han upp på att Väst- och Östtyskland tilläts återförenas i ett land.
Samtidigt som han blev populär utanför Sovjetunionen (Gorbi-effekten), växte kritiken mot honom internt. Denna kom både från konservativa kommunister och från demokratiförespråkare, där de förstnämnda önskade en mer bestämd ledare i en orolig tid och de senare önskade än mer öppenhet och demokrati (de kunde också peka på hur Warszawapaktsländerna blivit fria från det sovjetiska "överförmyndarskapet"). Som president monterade han ner stora delar av den tidigare politiska strukturen i unionen, parallellt med att kommunistpartiets ledande position utmanades av en mängd nya politiska partier.

#### Augustikuppen och Sovjetunionens upplösning (1991)

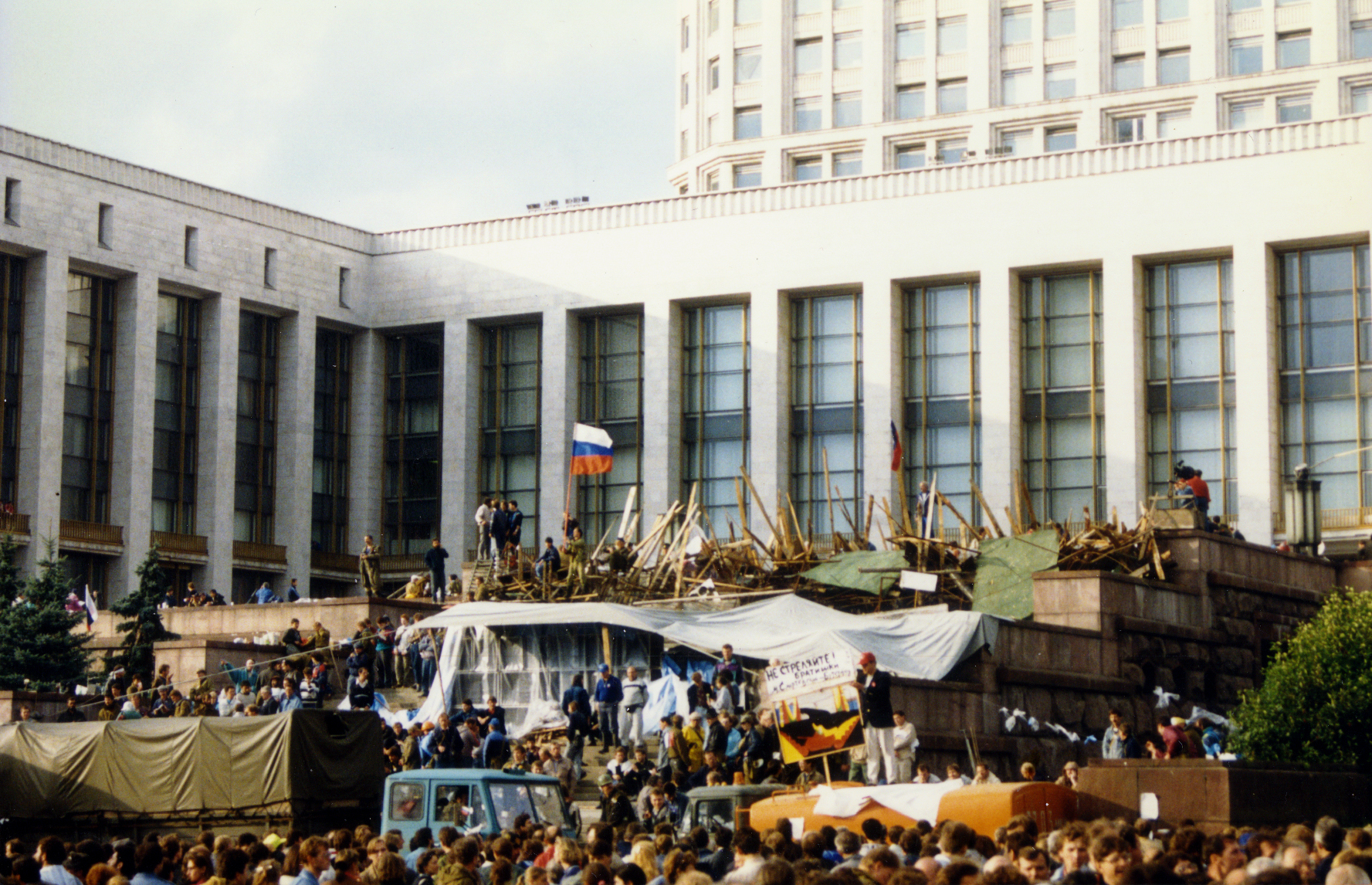
Den misslyckade Augustikuppen 1991 påskyndade Sovjetunionens fall och inledde Gorbatjovs avslutning som statschef.

Med öppenheten kom ett mer instabilt Sovjetunionen, vilket fick till följd att Gorbatjov tvingades inrikta sig på politisk stabilitet. Liberala politiker ersattes med mer konservativa och han stärkte sin egen presidentmakt. Vid den misslyckade Augustikuppen den 19–22 augusti 1991 försökte mer konservativa och militaristiska element inom kommunistpartiet och försvarsmakten att avsätta honom, med understöd av vissa enheter inom krigsmakt och säkerhetspolis. Efter starkt motstånd mot dessa krafter från allmänheten och Rysslands folkvalde president Jeltsin, misslyckades kuppen inför världens tv-kameror som var på plats vid presidentpalatset i Moskva. Gorbatjov kunde återta presidentposten men var försvagad, och Jeltsin sågs som den stora hjälten.
Gorbatjov ville in i det sista göra om Sovjetunionen till en genuin federation där varje delrepublik skulle få mer makt, men detta gick i stöpet när fler och fler sovjetrepubliker utropade sin självständighet under året. Han lämnade posten som Sovjetunionens president den 25 december 1991, efter att unionen i praktiken slutat fungera som statsbildning. Sovjetunionen delades upp i sina republiker som blev självständiga länder. Med undantag av de baltiska staterna bildade de nya staterna en ekonomisk union – Oberoende staters samvälde (OSS).

### Senare år
Efter Sovjetunionens upplösning, inledde Gorbatjov 1992 sin verksamhet med den sin egen nybildade stiftelse. På den internationella scenen fortsatte han som en eftertraktad föreläsare och diskussionsgäst. Han grundade även det Internationella Gröna korset.
På den inrikespolitiska arenan, där han starkt kritiserade den ryske presidenten Boris Jeltsin, försvann Gorbatjov snart från rampljuset. Han kandiderade visserligen 1996 i det ryska presidentvalet, såsom oberoende kandidat, men fick där ett mycket svagt stöd. År 2000 startade han Rysslands socialdemokratiska parti, vilket ogiltigförklarades år 2007 av högsta domstolen i Ryssland på grund av för få medlemmar. I maj 2004 avgick han som partiledare för socialdemokraterna. I oktober 2007 bildade Gorbatjov en ny politisk organisation, Socialdemokratiska förbundet. År 2008 annonserade Gorbatjov bildandet av ytterligare ett nytt parti – Oberoende demokratiska partiet – tillsammans med Alexandr Lebedev. Partiet fick dock aldrig något större inflytande och upphörde med sin verksamhet i mitten av 2010-talet.
På den utrikespolitiska arenan var Gorbatjov åren 2001–2009 deltagare i den så kallade Petersburgdialogen, ett civilsamhälleligt samtalsforum mellan Tyskland och Ryssland grundat just 2001. Forumets existens äventyrades senare genom Rysslands avoghet mot utländska organisationer på rysk mark.
På tjugoårsdagen av Berlinmurens fall den 9 november 2009 var Gorbatjov en av hedersgästerna i Berlin tillsammans med representanterna från andra världskrigets segermakter liksom vid 25-årsdagen den 9 november 2014.
30 augusti 2022 avled Michail Gorbatjov, efter en längre tids sjukdom.

## Privatliv

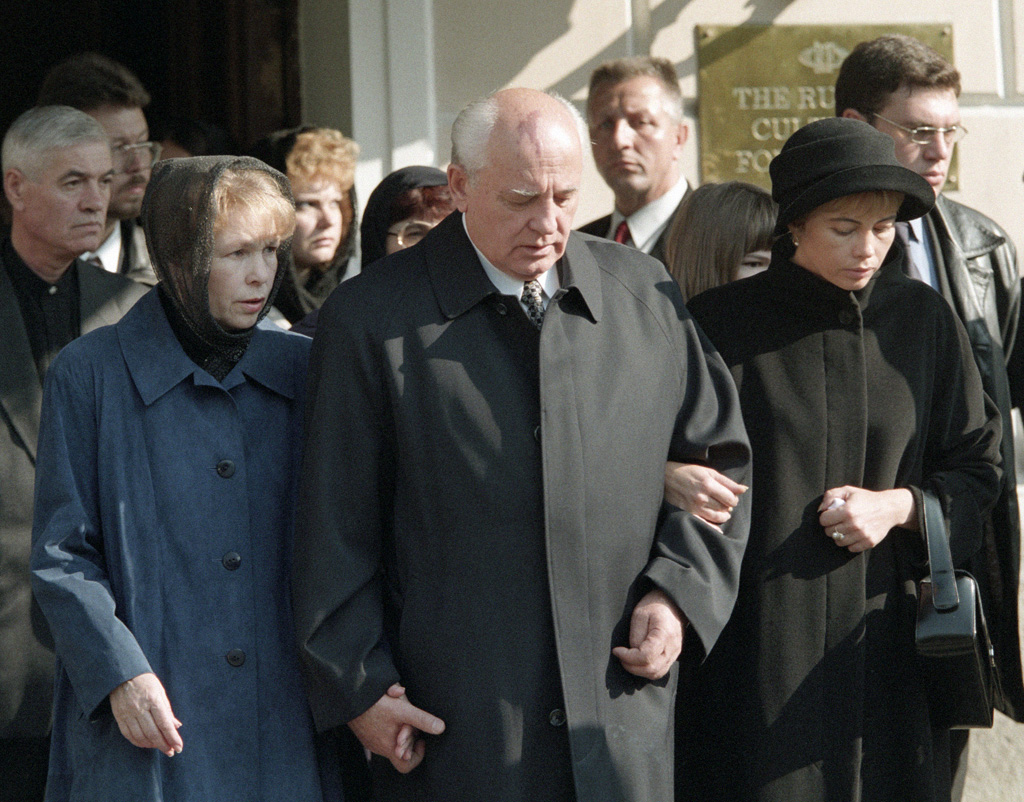
Gorbatjov med dottern Irina och hustrun Raisas syster Ljudmila, vid Raisas begravning 1999.

År 1950, i början av juriststudierna vid Moskvauniversitetet, blev han bekant med sin blivande hustru Raisa. De gifte sig 1953, och fyra år senare föddes deras enda barn – dottern Irina.

## Eftermäle och i kulturen
Gorbatjovs eftermäle är blandat. Hans roll i att avsluta det kalla kriget – genom att tillåta eller underlätta upplösningen av både Warszawapakten och Sovjetunionen – gav honom en roll som en av sin tids viktigaste politiker. Många i västvärlden såg honom som den största statsmannen under den andra halvan av 1900-talet, som en stor reformator och visionär. Gorbatjov sågs inom västvärlden ofta som en demokratins förkämpe, medan hans roll för Sovjetsystemets upplösning ledde till utbredd kritik i Ryssland. Det misslyckade kriget i Afghanistan och den ekonomiska stagnationen i landet under 1970- och 1980-talet uppenbarade bristerna i det kommunistiska systemet.

Gorbatjov försökte på samma gång lösa det demokratiska underskottet (genom glasnost) och de ekonomiska problemen (genom perestrojka), något som endast var delvis framgångsrikt. Han hade goda relationer med västliga ledare, och tillsammans ersatte de den tidigare konfrontationspolitiken mellan öst och väst med öppna samtal. I Sovjetunionen växte samtidigt etniskt regionala rörelser, vilket ledde till allt svårare problem att hålla ihop landet. 1990 och 1991 utropade sig de olika sovjerepublikerna självständiga, och en alltmer maktlös Gorbatjov drabbades i augusti 1991 av en statskupp från folk som saknade de hårda medel som tidigare hållit samman unionen.

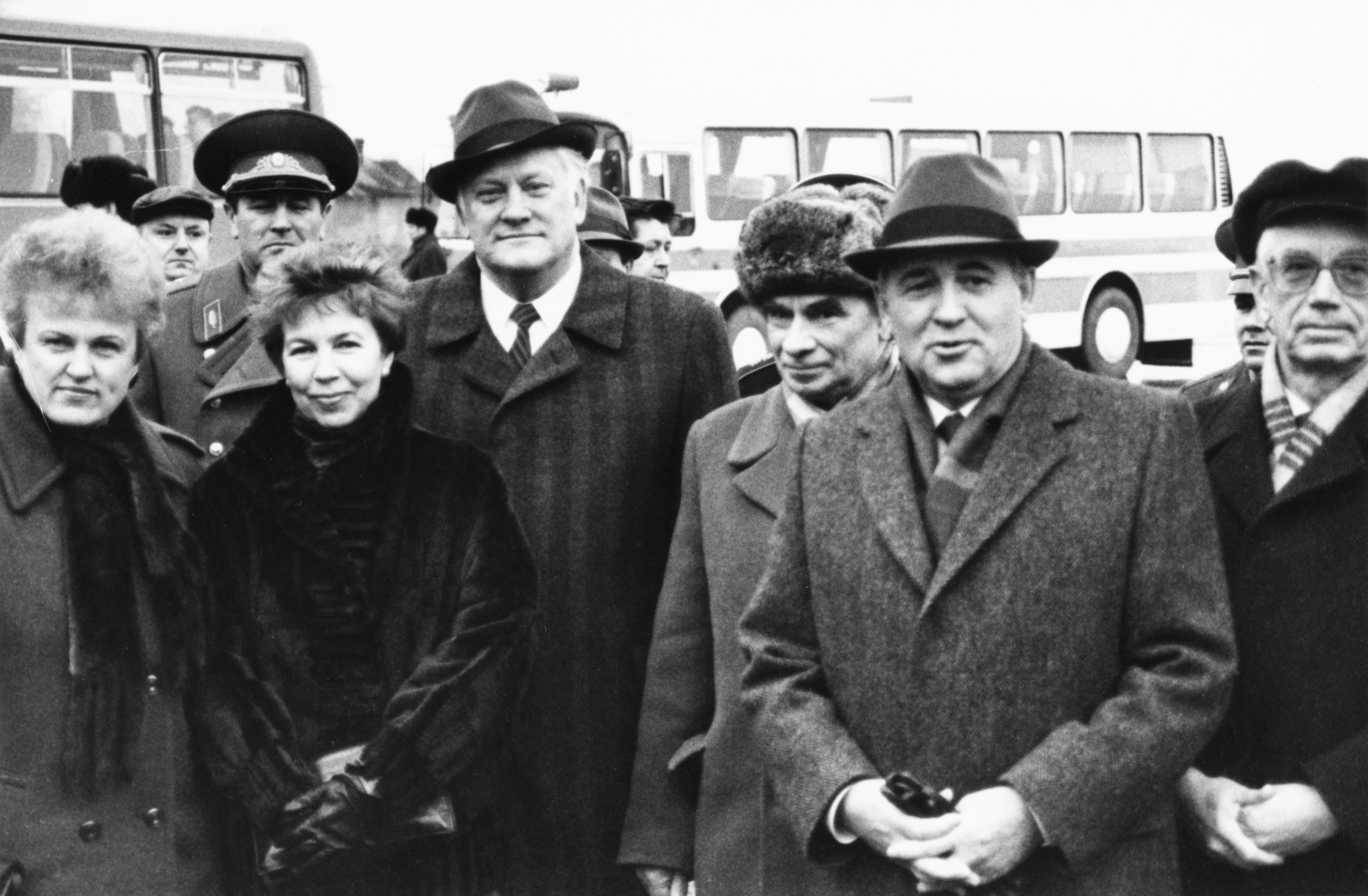
Gorbatjovs besök i Litauen i januari 1990, i ett försök att få sovjetrepubliken att avstå från sina utbrytningsförsök ur unionen.

Efter Sovjetunionens fall spelade Gorbatjov en alltmer perifer roll i rysk, postsovjetisk politik. Inom Ryssland minns man honom som mannen i centrum av stora historiska händelser, men hans "undfallenhet" gentemot västvärlden och "nedbrytande krafter" inom landet ses av den nuvarande ledaren Vladimir Putin (som önskar att Sovjetunionen hade fått leva vidare) som en svaghet. 2017 visade en rysk opionionsundersökning att 22 procent av de ryska medborgarna tyckte att Gorbatjov utgjorde en positiv politisk kraft; enligt samma undersökning menade 58 procent av de svarande att Josef Stalin var en huvudsakligen positiv politisk kraft. I undersökningen var nästan hälften direkt negativa till honom, och öppna svar uttryckte tankar omkring hans bristande förmåga att stoppa nedgången i ekonomin.
Även i de andra post-sovjetiska staterna har hans eftermäle varit blandat. I Baltikum påminns om hans roll under 1990 och 1991 i att försöka hindra de tre sovjetrepublikernas frigörelseprocess. I Ukraina, som gick mot självständighet genom Gorbatjovs öppna politik, noteras allmänt att han var för Rysslands annektering av Krim 2014. Dessutom uttalade han sig aldrig angående Rysslands invasion av Ukraina 2022.

### I populärkultur
I HBO:s tv-serie Chernobyl gestaltas han av den svenske skådespelaren David Dencik.